# Sexorcism
Sexorcism es el noveno álbum de estudio de la banda de hard rock finlandés Lordi, con fecha de publicación el 25 de mayo de 2018. El nuevo trabajo de Lordi fue descrito como un «lanzamiento completo y sin censura de rock and roll duro y posiblemente el más controvertido de la banda hasta la fecha». El primer sencillo del álbum, «Your Tongue's Got The Cat», se lanzó en abril. Para promocionar el disco se estableció el «Sextourcism», el cual comenzó en junio de 2018.

## Grabación
La grabación del álbum empezó en octubre de 2017 en los estudios Finnvox, ubicados en Helsinki, Finlandia. La grabación tuvo lugar con el productor Mikko Karmila, siendo la segunda vez que produce un álbum de Lordi tras hacerlo con Scare Force One. Además ha producido álbumes de bandas como Nightwish, Sonata Arctica o Children of Bodom.

## Lista de canciones
| N.º     | Título                            | Letras                           | Música          | Duración |  |
| 1.      | «Sexorcism»                       | Mr Lordi, Tracy Lipp             | Mr Lordi        | 6:52     |  |
| 2.      | «Your Tongue's Got The Cat»       | Mr Lordi, Tracy Lipp             | Mr Lordi        | 4:45     |  |
| 3.      | «Romeo Ate Juliet»                | Mr Lordi, Tracy Lipp             | Mr Lordi        | 4:21     |  |
| 4.      | «Naked In My Cellar»              | Mr Lordi, Tracy Lipp             | Mr Lordi, Mana  | 4:45     |  |
| 5.      | «The Beast Is Yet To Cum»         | Mr Lordi, Tracy Lipp             | Mr Lordi, OX    | 4:50     |  |
| 6.      | «Polterchrist»                    | Mr Lordi, Tracy Lipp             | Mr Lordi        | 5:23     |  |
| 7.      | «SCG9: The Documented Phenomenon» | Mr Lordi, Tracy Lipp, Ralph Ruiz | Mr Lordi        | 1:14     |  |
| 8.      | «Slashion Model Girls»            | Mr Lordi, Tracy Lipp             | Mr Lordi        | 5:25     |  |
| 9.      | «Rimskin Assassin»                | Mr Lordi, Tracy Lipp             | Mr Lordi        | 4:50     |  |
| 10.     | «Hell Has Room»                   | Mr Lordi, Tracy Lipp             | Mr Lordi, Amen  | 5:04     |  |
| 11.     | «Hot & Satanned»                  | Mr Lordi, Tracy Lipp             | Mr Lordi, OX    | 4:33     |  |
| 12.     | «Sodomesticated Animal»           | Mr Lordi, Tracy Lipp             | Mr Lordi        | 4:23     |  |
| 13.     | «Haunting Season»                 | Mr Lordi, Tracy Lipp             | Mr Lordi, Hella | 6:15     |  |
| 1:02:40 |                                   |                                  |                 |          |  |

## Créditos
- Mr. Lordi - Vocalista
- Amen - Guitarrista
- OX - Bajista
- Hella - Teclista
- Mana - Batería

## Posicionamiento
| Año  | Listas             | Semana | Posición |
| ---- | ------------------ | ------ | -------- |
| 2018 | Finlandia (Top 50) | 38     | 19       |
| 2018 | Alemania (Top 100) | 20     | 52       |
| 2018 | Suiza (Top 100)    | 38     | 64       |
| 2018 | Austria (Top 100)  | 43     | 74       |
| 2018 | Japón (Top 250)    | 21     | 246      |